# Make 5 Wishes
Make 5 Wishes è un fumetto ideato da Avril Lavigne, disegnato da Camilla D'Errico e scritto da Joshua Dysart. Negli Stati Uniti è pubblicato dalla Del Rey Manga, mentre in Italia è distribuito da De Agostini. Il fumetto si può anche scaricare in versione podcast nell'iTunes Store.

## Trama
Hana è una ragazza dalla vita scolastica e familiare insignificante. L'unica amica che ha è l'immaginaria rock star Avril Lavigne. Hana passa le sue giornate dietro un pc tra vari nickname e siti di Avril Lavigne, quando un giorno si imbatte in un misterioso sito www.make5wishes.com che permetterebbe di esaudire 5 desideri e ne rimane come stregata. Dopo pochi giorni, stanca della sua vita, Hana ordina una scatola dal sito Make 5 Wishes che contiene il piccolo demone Romeo che le offre la possibilità di esaudire i 5 desideri.
| Controllo di autorità | VIAF (EN) 6534151656329408400005 |